# Зграда „Стара апотека“ у Вршцу
Зграда „Стара апотека“ у Вршцу се налази у улици Стевана Немање 1, подигнута је средином 18. века. Због значаја за историју апотекарске делатности и историју ликовне културе као вредан пример градитељског наслеђа Вршца из 18. века, зграда је под заштитом државе као споменик културе од великог значаја.
У згради познатој као и Апотека на степеницама је 1784. године отворена прва вршачка апотека, чији је оснивач и власник био Пелеван. Грађена је као угаони приземни објекат са основом у облику ћириличног слова „Г“ и високим кровом, испод којег је двоспратни таван. Према дворишту се налазе трем са аркадама, а испод целе зграде пространи подрум. Грађена је од тврдог материјала, малтерисана је и бојена. Кровни покривач је бибер цреп. У другој половини 19. века добила је нову фасаду са стилским обележјима класицизма. За улаз у апотеку служе зидане степенице, са уличне стране. Тавани су употребљавани за сакупљање и сушење лековитог биља, а подрум као трговачко складиште.

Све до 1971. године имала је исту намену, служила је за апотеку и стан апотекара. Међу власницима, који су се током скоро два века постојања смењивали, налазили су се: Крамер, Хелепорт, Шилдер, Херцог, Кихлер, а од 1928. године Александар Јовановић, апотекар, брат сликара Паје Јовановића. Градском музеју у Вршцу уступљена је 1965. године, тако су данас су у згради смештене две сталне поставке: у делу где је била апотека, „Историја здравствене културе Вршца“, а у стамбеном делу, „Сећање на Пају Јовановића“.
Конзерваторски радови рађени су 1976. и 1988–1989, 1998. и 2005–2006. године.